# Tejina-senpai
Tejina-senpai (手品先輩) é um mangá japonês criado por Azu. Foi serializado na revista de mangá seinen Weekly Young Magazine, da Kodansha, desde fevereiro de 2016 e foi compilada em seis volumes tankōbon. O mangá é publicado digitalmente em inglês pela Kodansha USA sob a marca Kodansha Comics. Uma adaptação em anime da Liden Films foi ao ar de 2 de julho a 17 de setembro de 2019.

## Personagens
Senpai (先輩)
Voz de: Kaede Hondo (Japonês), Lizzie Freeman (Português)
A protagonista. É uma estudante do ensino médio que é uma mágica muito habilidosa quando ninguém está assistindo. No entanto, ela facilmente fica com medo do palco, fica muito envergonhada e desajeitada, e muitas vezes confunde seus truques de mágica quando apenas uma pessoa a vê se apresentando.
Assistente (助手, Joshu)
Voz de: Aoi Ichikawa  (Japonês), Landon MacDonald (Português)
Um estudante do ensino médio que foi recrutado para ser o assistente de Tejina no Clube de Mágica, apesar de suas objeções. Foi demonstrado que ele pode fazer truques de mágica melhor que Tejina. Ele tem cabelo de corte tigela.Vol. 1 Ele também faz parte do Clube de Química da escola.
Irmã (お姉ちゃん, Onee-chan)
Voz de: Himika Akaneya  (Japonês), Cristina Vee (Português)
A irmã de Tejina é professora da escola da mesma. Ela concorda em ser a conselheira do Clube de Mágica.Vol. 9 Ela também é um pouco tonta e gosta de vestir Tejina em fantasias de cosplay. Mais tarde, é revelado que ela é casada.Vol. 50-51
Saki (咲ちゃん, Saki-chan)
Voz de: Eri Kitamura
Saki é uma estudante transferida do terceiro ano com longos cabelos ondulados que pretende assumir o Clube de Mágica. Ela é obcecada por seu irmão mais novo, Masashi. Ela pode fazer animais de balão, mas suas performances são tão desajeitadas quanto as de Tejina.Vol. 33-35 Depois de perder para Tejina na comparação do tamanho dos seios, ela e Masashi se juntam ao Clube de Mágica.Vol. 35 Ela e Tejina não são boas alunas academicamente.Vol. 43
Masashi (まさし)
Voz de: Daisuke Namikawa
Masashi é o irmão mais novo de Saki. Ele é equilibrado como assistente. Ele e Saki se juntam ao Clube de Mágica.Vol. 33-35
Madara (斑さん, Madara-san)
Voz de: Rie Takahashi
Madara é uma aluna do segundo ano e presidente do Clube de Química. Ela deixou o Assistant ingressar em seu clube quando o Clube de Mágica não tinha membros suficientes. Vol. 31 Ela tem longos cabelos escuros e usa óculos. Ela é capaz de fazer alguns truques usando técnicas científicas, mas fica irritada com as palhaçadas de Tejina.Vol. 52

## Mídia

### Mangá
Tejina-senpai, escrito e ilustrado por Azu, começou a ser serializado na revista Weekly Young Magazine da Kodansha em 29 de fevereiro de 2016. Seis volumes tankōbon foram lançados em 6 de setembro de 2019.
Uma série de mangá spin-off intitulada Isekai Senpai ー Tejina Senpai wa Kono Sekai de mo Ponkotsu na Yō Desu, criada por Shotan, foi lançada no Manga 4-Koma Palette de Ichijinsha em 22 de novembro de 2019.

### Anime
Uma adaptação para anime da foi anunciada na 49.ª edição da Weekly Young Magazine em 5 de novembro de 2018. A série foi produzida pela Liden Films e dirigida por Fumiaki Usui. Rintarou Ikeda lidou com a composição da série, Eriko Itō projetou os personagens e Takeshi Hama compôs a música. Foi ao ar de 2 de julho a 17 de setembro de 2019 no Tokyo MX, MBS e BS-NTV. A série consiste em 12 episódios de quinze minutos. i☆Ris é a autora da música de abertura, "FANTASTIC ILLUSION", enquanto Minori Suzuki é a autora do tema de encerramento, "Dame wa Dame" (ダメハダメ). A Crunchyroll transmitiu a série.
Em 16 de novembro de 2019, a Crunchyroll anunciou que a série receberia uma dublagem em inglês.